# Armée du Nord (Révolution française)
Pour les articles homonymes, voir armée du Nord.
« armée de Batavie » redirige ici. Ne pas confondre avec armée de la République batave.

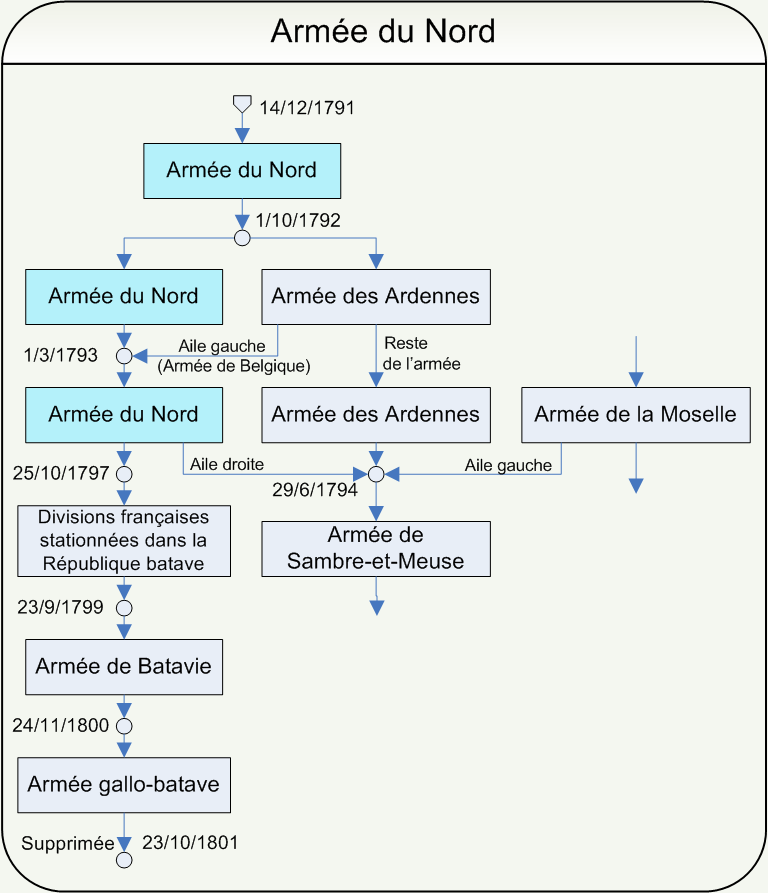
Évolution de l'armée du Nord

L’armée du Nord est une armée de la Révolution française créée le 14 décembre 1791 pendant la Révolution française qui exista sous ce nom jusqu'en 1797. Des armées qui s'illustrèrent contre l’Europe coalisée, c'est l’armée du Nord qui supporta l'essentiel de la guerre en 1792 et 1793. 

## Création et mutations
- Elle fut créée par ordre du roi le 14 décembre 1791, puis séparée en armée du Nord et armée des Ardennes par décret de la Convention du 1er octobre 1792.
- Elle est réorganisée par arrêté du Conseil exécutif du 1er mars 1793 : elle se forme de l'ancienne armée du Nord et de la gauche de l'armée des Ardennes. Par arrêté du 8 septembre 1793, une réserve, dite armée Intermédiaire, s'organise sur ses arrières.
- Le 15 avril 1794, l'armée Intermédiaire y est définitivement incorporée.
- Par décret de la Convention en date du 29 juin 1794 (11 messidor an II), son aile droite forme, avec l'armée des Ardennes et l'aile gauche de l'armée de la Moselle, l'armée de Sambre-et-Meuse.
- Par arrêté du 26 mai 1795 (7 prairial an III), exécuté du 15 au 20 juin, elle est réduite aux proportions d'une armée d'occupation
- Elle est supprimée par arrêté en date du 25 octobre 1797 (4 brumaire an VI), mis en exécution le 8 novembre. L'état-major est licencié, les troupes restent en Batavie sous la dénomination de divisions françaises stationnées dans la République batave.
- Le 26 août 1799 (9 fructidor an VII), elle prend la dénomination d’armée dans la République batave.
- Le 23 septembre 1799 (1er vendémiaire an VIII), elle devient l’armée de Batavie.
- Le 24 novembre 1800 (3 frimaire an IX), elle change sa dénomination en celle d'armée gallo-batave.
- Elle est définitivement supprimée le 23 octobre 1801 (1er brumaire an X)[1] en vertu d'un traité en date 29 août, ratifié le 3 octobre.

## Généraux

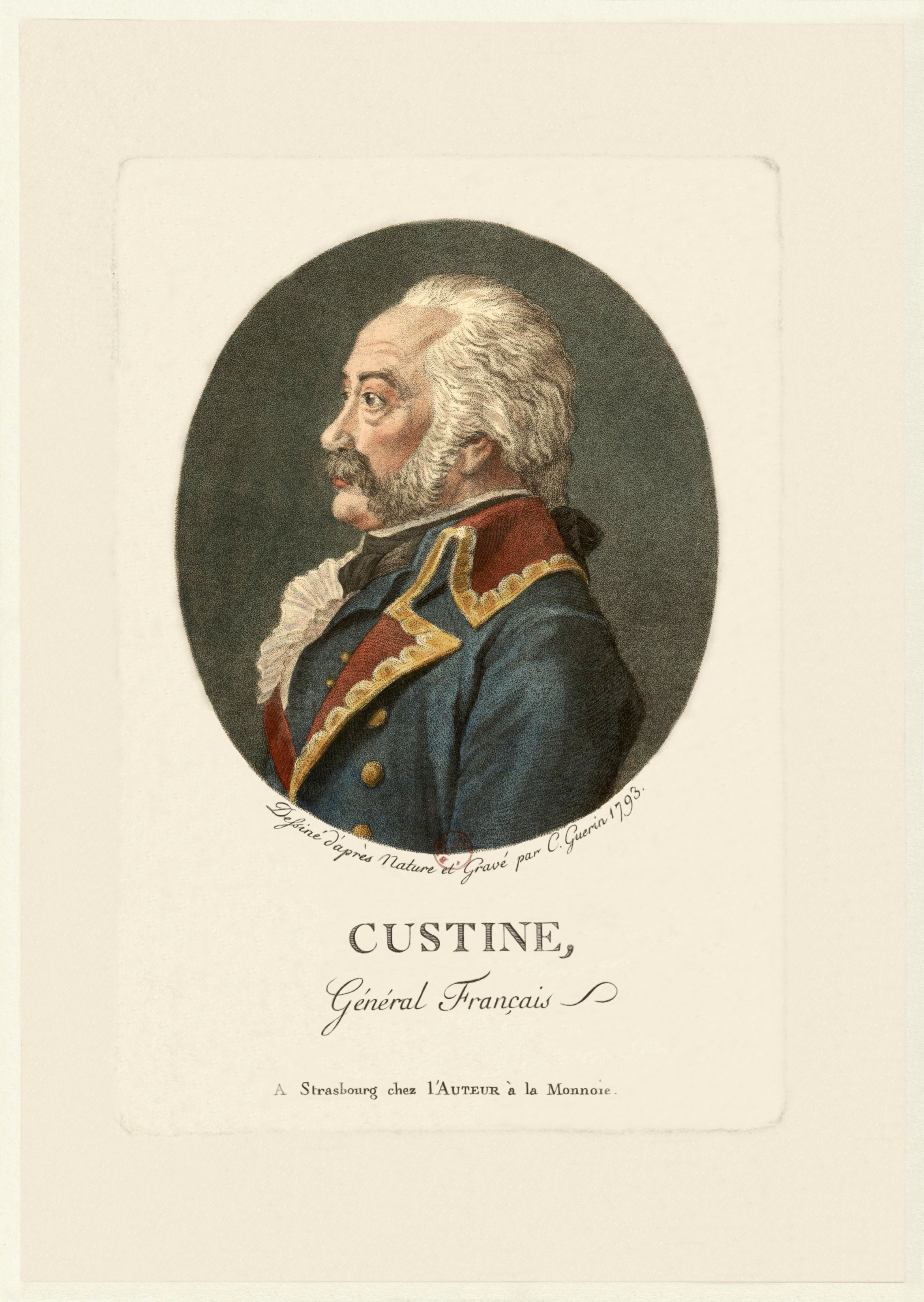
Custine en 1793

- du 14 décembre 1791 au 18 mai 1792 : maréchal de Rochambeau (*) ;
- du 19 mai au 11 juillet 1792 : maréchal Luckner (*)
- du 12 juillet au 19 août 1792 : général de La Fayette
  - commande immédiatement la droite
  - du 19 juillet au 18 août subordonnément la gauche : général Dillon
- du 18 août au 28 septembre 1792 : général du Mouriez
  - du 18 au 27 août, immédiatement la gauche
  - du 28 août au 30 septembre, immédiatement la droite
  - du 20 au 26 août, par intérim la droite : maréchal de camp d'Hangest
  - du 27 au 28 août,  subordonnément la droite : général de Chazot
  - du 27 août au 1er septembre, subordonnément la gauche : général de La Bourdonnaye
  - du 2 au 28 septembre, subordonnément la gauche : général de Moreton
- du 28 septembre au 25 novembre 1792 : général de La Bourdonnaye
  - immédiatement la gauche, qui devient armée du Nord par décret du 1er octobre
  - est subordonné à M. du Mouriez pour l'expédition de Belgique du 20 octobre au 25 novembre 1792
  - général Ferrand de La Caussade commande l'aile gauche à la bataille de Jemappes le 6 novembre 1792.
- du 26 novembre 1792 au 1er février 1793 : général de Miranda
  - réunit le 12 janvier le commandement supérieur de l'armée des Ardennes
  - du 2 février au 31 mars, en second sous M. du Mouriez
- du 2 février au 4 avril : général du Mouriez
- du 6 avril au 8 mai 1793 : général de Dampierre
- du 8 au 27 mai : provisoirement, mais en chef les deux armées réunies, général de Lamarche
- du 28 mai au 16 juillet : général de Custine
  - du 16 juin au 16 juillet, subordonnément l'armée du Nord : général Le Veneur de Tillières
- du 17 juillet au 10 août 1793 : à titre provisoire, général Jennings de Kilmaine (destitué)
  - jusqu'au 28 juillet, en second : général Le Veneur de Tillières
- du 11 août au 23 septembre 1793 : général Houchard, immédiatement sur les deux armées et en chef sur l'armée Intermédiaire
  - jusqu'au 12 janvier 1794,  subordonnément l'armée Intermédiaire : général Belair
- du 24 au 25 septembre 1793, par intérim : général Duquesnoy
- du 25 septembre au 9 novembre 1793 : général Jourdan (**)
- du 10 au 14 novembre 1793, par intérim : général Duquesnoy
- du 15 novembre 1793 au 12 janvier 1794 : général Jourdan (**)
- du 13 janvier au 8 février 1794, par intérim : général Ferrand de La Caussade
- du 9 février au 18 octobre 1794 : général Pichegru
- du 19 octobre au 4 décembre 1794, par intérim : général  Moreau
- du 5 décembre 1794 au 20 mars 1795 : général Pichegru
- du 21 mars 1795 au 29 mars 1796 : général Moreau
- du 30 mars au 3 avril 1796, par intérim : général Souham
- du 4 avril au 15 septembre 1796 : général de Beurnonville(*)
  - depuis la mi-mai également commandant en chef de l'armée batave
- du 16 septembre 1796 au 24 septembre 1797, par intérim : général Dejean
- du 25 septembre au 7 novembre 1797 : général de Beurnonville(*)
- du 8 novembre 1797 au 2 janvier 1798, provisoirement :  général de Beurnonville(*), commandant les  troupes françaises stationnées dans la République batave
- du 3 au 12 janvier 1798, par intérim : général Macdonald(**)
- du 13 janvier au 25 juillet 1798 : général Joubert
- du 26 juillet au 19 août 1798, par intérim : général de Tilly
- du 20 août 1798 au 8 janvier 1799 : général Hatry
- du 9 janvier au 27 novembre 1799 : général Brune(**)
- du 28 novembre au 5 décembre 1799, provisoirement : général Kellermann(**)
- du 6 décembre 1799 au 26 janvier 1800 : général Jardin
- du 27 janvier au 28 août 1800 : général Augereau de Castiglione(**)
  - du 17 juillet au 4 août, le général Jardin commande provisoirement et subordonnément en Batavie
  - du 5 août au 23 novembre, le général Perrin de Bellune(**) commande provisoirement et subordonnément en Batavie comme lieutenant du général en chef
- du 29 août au 6 septembre 1800, par intérim : général Barbou des Courières
- du 7 septembre 1800 au 22 octobre 1801 : général Augereau de Castiglione(**)

Les généraux dont le nom est suivi d'une étoile (*) ont également été maréchaux de France

Les généraux dont le nom est suivi de deux étoiles (**) ont également été maréchaux d'Empire

## Historique
À sa création, l'armée du Nord occupe les 1re, 16e et 2e divisions militaires.

Le 23 mars 1792, les 1re, 16e et 2e divisions militaires restent à l'armée du Nord, la 2e passe à l'armée du Centre.

Le 12 juillet 1792, par arrangement entre le général Luckner et le général Lafayette, le département des Ardennes passe de fait de l'armée du Centre à l'armée du Nord. 

Le 1er octobre 1792 l'armée du Nord couvre la frontière du Nord, de Dunkerque à Maubeuge, correspondant aux 1re et 16e divisions militaires .

Pendant l'année 1793, l'armée du Nord a connu pas moins de cinq commandants en chef, dont un trahit et deux furent guillotinés. Un quatrième mourut au combat.

## Composition
Régiments ayant fait partie de l’armée du Nord :